# マッティアカ (小惑星)
マッティアカ (765 Mattiaca) は、小惑星帯に位置する小惑星。1913年9月26日、ハイデルベルクのケーニッヒシュトゥール天文台でドイツの天文学者フランツ・カイザーが発見した。
発見者の故郷であるドイツの都市、ヴィースバーデンのラテン名から命名された。